# Alain Schultz
Alain Schultz (17 febbraio 1983) è un ex calciatore svizzero, di ruolo centrocampista.

## Palmarès

### Club

#### Competizioni nazionali
- Challenge League: 1

Aarau: 2012-2013